# Orthorhynchus semipunctatus
Orthorhynchus semipunctatus is een keversoort uit de familie Belidae. De wetenschappelijke naam van de soort is voor het eerst geldig gepubliceerd in 1775 door Fabricius.